# Juke Box Jamboree
Juke Box Jamboree ist ein US-amerikanischer animierter Kurzfilm von Alex Lovy aus dem Jahr 1942.

## Handlung
Eine Jukebox spielt in einem Café Musik. Neben der Jukebox befindet sich ein Mauseloch, in dem eine kleine Maus vergeblich zu schlafen versucht. Auch eine kurze Pause, in der die Maus in ihrer zum Bett umgebauten Mausefalle einschlafen will, ist trügerisch: Die Jukebox wechselt die Platte und beginnt erneut mit der Musik.
Die Maus klettert aus dem Mauseloch in die Jukebox und versucht die Platte anzuhalten. Sie wird durch die Luft geschleudert und stößt verschiedene Weinflaschen um, aus denen die Weingeister entsteigen. Sie beginnen, Swing zu spielen und bald schon tanzen die Schildkröten des caféeigenen Minisees zur Musik. Auch ein Hummer auf einer Platte beginnt zu tanzen und schließlich bewegt sich auch die Maus zur Musik. Nach einem tänzerischen Zusammenstoß mit einem musikbegeisterten Kaktus sieht sie sich plötzlich mehrfach und folgt den vielen Mausschatten schließlich zurück in ihr Bett, wo sie einschläft.

## Produktion
Juke Box Jamboree kam am 27. Juli 1942 als Teil der Universal-Trickfilmserie Swing Symphony in die Kinos.

## Auszeichnungen
Juke Box Jamboree wurde 1943 für einen Oscar in der Kategorie „Bester animierter Kurzfilm“ nominiert, konnte sich jedoch nicht gegen Der Fuehrer’s Face durchsetzen.